# 綱島園
株式会社綱島園（つなしまえん）は、千葉県木更津市に本社があり、お茶などを扱う飲料メーカー。関連事業として落花生・海苔の製造・販売も行っている。

## 歴史
- 1887年（明治20年） 綱島商店として創業。
- 1953年（昭和28年） 有限会社に改組。同時に綱島園に商号を変更。
- 1980年（昭和55年） 株式会社に改組。
- 1985年（昭和60年） 本社を現在地に移転。